# Monte Morrone (Rieti)
Il monte Morrone (2141,4 m s.l.m.) è un rilievo dei Monti della Duchessa che si trova nel Lazio, in provincia di Rieti, all'interno del comune di Borgorose.